# Кристиана фон Насау-Отвайлер
Кристиана Шарлота фон Насау-Отвайлер (на немски: Christiane Charlotte von Nassau-Ottweiler) е графиня от Насау-Отвайлер и чрез жинитби графиня на Насау-Саарбрюкен (1713 – 1723) и ландграфиня на Хесен-Хомбург (1728 – 1746).

## Живот
Дъщеря е на граф Фридрих Лудвиг фон Насау-Отвайлер (1651 – 1728) и първата му съпруга Кристиана фон Ахлефелт (1659 – 1695).
На 22 април 1713 г. в Саарбрюкен Кристиана Шарлота се омъжва за граф Карл Лудвиг фон Насау-Саарбрюкен (1665 – 1723), син на Густав Адолф фон Насау-Саарбрюкен и Елеонора фон Хоенлое-Нойненщайн. Раждат им се две деца, но умират на много ранна възраст:
- Фридрих фон Насау-Саарбрюкен (1718 – 1719)
- Лудвиг фон Насау-Саарбрюкен (1720 – 1721)

След смъртта на съпруга си Карл Лудвиг през 1723 г., Кристиана Шарлота се омъжва повторно, на 17 октомври 1728 г. в Саарбрюкен за ландграф Фридрих Якоб фон Хесен-Хомбург (1673 – 1746), син на Фридрих II фон Хесен-Хомбург и Луиза Елизабет от Курландия. Бракът е бездетен.